# Luis Calzado
Pour les articles homonymes, voir Calzado.
Luis Calzado Basso né le 15 novembre 2000, est un joueur espagnol de hockey sur gazon. Il évolue au poste de gardien de but au Real Club de Polo et avec l'équipe nationale espagnole.

## Carrière
Il a débuté en équipe première le 15 mai 2022 contre l'Argentine à Valence lors de la Ligue professionnelle 2021-2022.